# Zuid-Halmahera-West-Nieuw-Guinese talen
Tot de Zuid-Halmahera-West-Nieuw-Guinese talen (41 stuks, onderdeel van de Oost-Malayo-Polynesische talen, 539 stuks) behoren onder andere:
- Zuidelijk Halmahera (7)
- West Nieuw Guineesch (34)